# Margarita Borissowna Terechowa

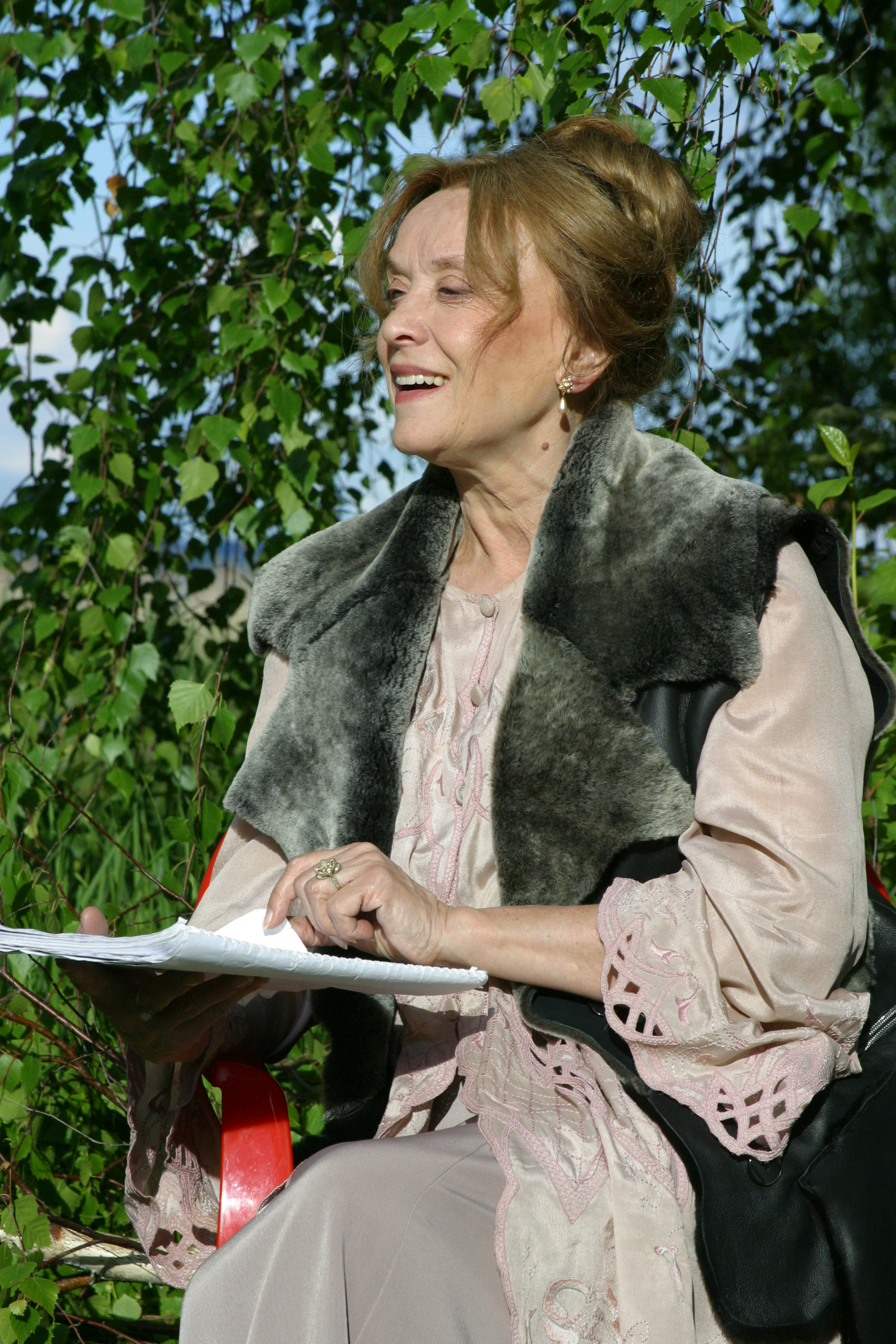
Margarita Terechowa, 2003

Margarita Borissowna Terechowa (russisch Маргарита Борисовна Терехова; * 25. August 1942 in Turinsk, Oblast Swerdlowsk) ist eine russische Schauspielerin.

## Leben
Terechowa studierte zunächst von 1959 bis 1961 an der Taschkenter Universität. Danach bewarb sie sich am WGIK in Moskau, wurde aber abgelehnt. Stattdessen studierte sie Schauspiel bei Juri Sawadski am Studio des Mossowjet-Theaters (Театр имени Моссовета) und gehört seit 1964 dem Ensemble dieser Bühne an. Bereits während ihres Studiums spielte sie 1964 die Cleopatra in George Bernard Shaws Cäsar und Cleopatra. Zu ihren zahlreichen späteren Theaterrollen gehörten die Gertrud in Shakespeares Hamlet und die Marie in der Dramatisierung von Heinrich Bölls Ansichten eines Clowns (1968).
Bereits 1965 spielte sie ihre erste Kinorolle in Frunse Dowlatjans Sdrawstwui, eto ja! (Здравствуй, это я!) Es folgten Hauptrollen in Filmen von Regisseuren wie Andrei Smirnow (Belorussischer Bahnhof, 1970) und Ilja Awerbach (Monolog, 1972) sowie eine vielbeachtete Doppelrolle in Andrei Tarkowskis Der Spiegel (1975). Hinzu kamen Arbeiten in internationalen Koproduktionen wie George Cukors Der blaue Vogel (1976) und Konrad Wolfs Mama, ich lebe (1977).
Populär war sie in der Sowjetunion auch durch ihre Rollen im Fernsehen, darunter die Mascha in Mein Leben (1972) nach Anton Tschechow, die Gräfin Diana in Der Hund im Heu (1977) und die Milady de Winter in D’Artagnan und die drei Musketiere (1978).
Als Regisseurin inszenierte sie am Mossowjet-Theater Lorcas Sobald fünf Jahre vergehen und Alexander Ostrowskis Die schuldlos Schuldigen (Без вины виноватые). 2005 führte sie bei einer Verfilmung von Tschechows Die Möwe (Чайка) Regie.
Für ihre Hauptrolle in dem estnischen Film Ainult hulludele ehk Halastajaõde erhielt Terechowa Darstellerpreise auf den Filmfestivals von Sanremo (1991), Rouen (1992) und Brügge (1993). 1976 wurde sie als Verdiente Künstlerin der RSFSR, 1996 als Volkskünstlerin der Russischen Föderation ausgezeichnet.

## Filmographie
- 1965: Здравствуй, это я! / Բարև, ես եմ – Regie: Frunse Dowlatjan
- 1970: Belorussischer Bahnhof (Белорусский вокзал) – Regie: Andrei Smirnow
- 1972: Monolog (Монолог) – Regie: Ilja Awerbach
- 1975: Der Spiegel (Зеркало) – Regie: Andrei Tarkowski
- 1975: Rikki Tikki Tavi (Рикки-Тикки-Тави) – Regie: Alexander Sguridi & Nana Kldijaschwili
- 1975: Brillanten für die Diktatur des Proletariats (Бриллианты для диктатуры пролетариата) – Regie: Grigori Kromanow
- 1976: Der blaue Vogel (Синяя птица) – Regie: George Cukor
- 1976: Vertrauen (Доверие) – Regie: Wiktor Tregubowitsch & Edvin Laine
- 1976: Wenn die Berge locken (Пока стоят горы) – Regie: Wadim Michailow
- 1977: Mama, ich lebe – Regie: Konrad Wolf
- 1980: Santa Esperanza (Санта Эсперанса) – Regie: Sebastián Alarcón
- 1986: Die ursprüngliche Rus (Русь изначальная) – Regie: Gennadi Wassiljew
- 1988: Der Dissident (Диссидент) – Regie: Valeriu Jereghi
- 1989: Es – Von Zaren und Monstern (Оно) – Regie: Sergei Owtscharow
- 1990: Ainult hulludele ehk Halastajaõde – Regie: Arvo Iho
- 1994: Die verbotene Frucht (Забраненият плод) – Regie: Krassimir Krumow
- 2005: Чайка – Regie: Margarita Terechowa

Fernsehen:
- 1972: Mein Leben (Моя жизнь) – Regie: Grigori Nikulin & Wiktor Sokolow
- 1977: Der Hund im Heu (Собака на сене) – Regie: Jan Frid
- 1978: Kinder sind Kinder (Дети как дети) – Regie: Ajan Schachmalijewa
- 1978: D’Artagnan und die drei Musketiere (Д’Артаньян и три мушкетёра) – Regie: Georgi Jungwald-Chilkewitsch